# Influenzavirus A subtipo H2N2
El Influenzavirus A subtipo H2N2  es un a especie de influenzavirus tipo A del virus de la gripe, perteneciente a la familia Orthomyxoviridae.
El virus H2N2 ha mutado a lo largo del tiempo y ha dado lugar a varios serotipos que pueden afectar tanto a personas como a aves. Se sospecha que este virus fue el causante de la pandemia de 1889, llamada gripe rusa, causó asimismo con certeza la epidemia de 1956 originada en China que se conoció como gripe asiática.

## Pandemia de gripe de 1889-1890
La pandemia de gripe de 1889-1890, también conocida como gripe rusa, fue una pandemia de gripe que tuvo lugar entre octubre de 1889 y diciembre de 1890, con reapariciones en marzo-junio de 1891, noviembre de 1891-junio de 1892, la primavera de 1893 y el invierno de 1893-1894. La pandemia infectó a más de 25 millones de personas y causó la muerte de alrededor de un millón de personas en todo el mundo, lo que la convierte en una de las pandemias más mortíferas de la historia.
La pandemia recibió el nombre de «gripe rusa», pero no debe confundirse con la epidemia que tuvo lugar en 1977-1978, causada por el virus Influenza A/URSS/90/77 H1N1, que fue conocida con el mismo nombre.

## Pandemia de gripe de 1957-1958
La pandemia de gripe de 1957-1958, también conocida como gripe asiática, fue una pandemia de gripe causada por un brote de Influenzavirus A H2N2 que se inició en China. Tuvo una alta mortalidad, con estimaciones de alrededor de 1–4 millones de personas fallecidas por causa de la pandemia, lo que la convierte en una de las pandemias más mortíferas de la historia tuvo lugar por cruzarse con virus de patos silvestres de las cepas,gracias a esta mutación la llamada «Peste asiática » 
].
De China pasó aproximadamente en el mes de abril de ese año a Hong Kong y Singapur, de donde se difundió a la India y Australia. Durante los meses de mayo y de junio el virus se extendió por todo el Oriente. En julio y agosto, pasó a África y posteriormente a Europa y Estados Unidos entre octubre y noviembre. En menos de diez meses el virus alcanzó una distribución mundial.
La rápida difusión de la pandemia fue debida a dos factores:
- El incremento de la rapidez de los transportes y vuelos internacionales.
- La mutación sufrida por el virus.